# Doris Senger
Doris Senger (* 27. April 1959 in Villingen oder Schwenningen) ist eine deutsche Politikerin (parteilos, ehemals AfD). Sie war von 2019 bis 2021 Mitglied des Landtags von Baden-Württemberg.

## Leben
Senger legte 1979 ihr Abitur am hauswirtschaftlichen Gymnasium in Villingen-Schwenningen ab. Anschließend studierte sie bis 1985 Betriebstechnik an der Fachhochschule Sigmaringen und schloss 1985 als Diplom-Ingenieurin (FH) ab. Von 1985 bis 1987 absolvierte sie an der Hochschule Pforzheim ein Aufbaustudium in Wirtschaftsingenieurwesen, das sie als Diplom-Wirtschaftsingenieurin (FH) abschloss. Parallel zu ihrem Studium war Senger von 1986 bis 1989 als Trainee und Branchenmanagerin bei der Mannesmann Kienzle GmbH in Villingen-Schwenningen beschäftigt. Von 1989 bis 1991 arbeitete sie als Schulungs- und Dokumentationsleiterin bei der Weigang-MCS GmbH in Filderstadt. Seit 1991 ist sie als freiberufliche Wirtschaftsingenieurin tätig. Sie ist verheiratet und Mutter zweier Kinder.

## Politische Laufbahn
Von 2013 bis Januar 2021 war sie Mitglied der AfD, zu deren Mitbegründern sie auch gehörte. Am 11. Juli 2019 rückte sie im Wahlkreis Tuttlingen-Donaueschingen für Lars Patrick Berg in den Landtag von Baden-Württemberg nach. Ab dem 31. Oktober 2020 war sie fraktionsloses Mitglied des baden-württembergischen Landtags.
Die Aufnahme in die AfD-Landtagsfraktion war ihr zunächst verwehrt worden, da nach einer Satzungsänderung, die nach dem Ausschluss des Abgeordneten Wolfgang Gedeon erfolgte, eine Zweidrittelmehrheit erforderlich war. Am 26. September 2019 bestätigte der Fraktionsvorstand ihre Fraktionsmitgliedschaft, die sie jedoch im Oktober 2020 selbst aufkündigte.
Für die Landtagswahl 2021 wurde sie nicht erneut aufgestellt. Die als gemäßigt geltende Senger verlor bei der parteiinternen Abstimmung gegen ihren Fraktionskollegen Rüdiger Klos.
Im Januar 2021 trat Senger auch aus der AfD aus. Sie begründete dies mit der „Ignoranz der Landesvorsitzenden gegenüber den gemäßigten Mitgliedern“; die Landesvorsitzende Alice Weidel sei nicht willens, extremen Elementen Einhalt zu gebieten.